# Melitaea jubilaris
Melitaea jubilaris är en fjärilsart som beskrevs av Cabeau 1930. Melitaea jubilaris ingår i släktet Melitaea och familjen praktfjärilar. Inga underarter finns listade i Catalogue of Life.